# World Championship Tour 2001
Cet article présente la saison 2001 du Championnat du monde de surf.

## Palmarès détaillé

### 2001 Hommes

#### Calendrier
Le tour 2001 a été réduit à 5 événements à cause des Événements du 11 septembre.
| Date                   | Lieu                  | Pays                | Compétition            | Vainqueur      |
| ---------------------- | --------------------- | ------------------- | ---------------------- | -------------- |
| 10 avril-22 avril      | Bells Beach, Victoria | Australie           | Rip Curl Pro Surf      | Mick Fanning   |
| 8 mai-19 mai           | Teahupoo, Tahiti      | Polynésie française | Billabong Pro Teahupoo | Cory Lopez     |
| 27 juin-5 juillet      | Barra da Tijuca       | Brésil              | Rio Surf International | Trent Munro    |
| 17 juillet-27 juillet  | Jeffreys Bay          | Afrique du Sud      | Billabong Pro Jeffreys | Jake Paterson  |
| 26 novembre-7 décembre | Sunset Beach, Oahu    | États-Unis          | Rip Curl Hawaï         | Joël Parkinson |

### Classement
| Classement | Nom               | Pays           | Points | Nombre d'épreuves | Remarque |
| ---------- | ----------------- | -------------- | ------ | ----------------- | -------- |
| 1          | C.J Hobgood       | États-Unis     | 3094   | 5                 |          |
| 2          | Mark Occhilupo    | Australie      | 2816   | 5                 |          |
| 3          | Cory Lopez        | États-Unis     | 2780   | 5                 |          |
| 4          | Taylor Knox       | États-Unis     | 2744   | 5                 |          |
| 5          | Jake Paterson     | Australie      | 2688   | 5                 |          |
| 5          | Kalani Robb       | États-Unis     | 2688   | 5                 |          |
| 7          | Peterson Rosa     | Brésil         | 2566   | 5                 |          |
| 8          | Michael Lowe      | Australie      | 2520   | 5                 |          |
| 9          | Daniel Wills      | Australie      | 2512   | 5                 |          |
| 10         | Damien Hobgood    | États-Unis     | 2436   | 5                 |          |
| 10         | Andy Irons        | États-Unis     | 2436   | 5                 |          |
| 12         | Shane Powell      | Australie      | 2424   | 5                 |          |
| 13         | Sunny Garcia      | États-Unis     | 2422   | 5                 |          |
| 14         | Trent Munro       | Australie      | 2368   | 5                 |          |
| 15         | Shea Lopez        | États-Unis     | 2292   | 5                 |          |
| 15         | Richard Lovett    | Australie      | 2292   | 5                 |          |
| 17         | Nathan Webster    | Australie      | 2212   | 5                 |          |
| 18         | Flavio Padaratz   | Brésil         | 2164   | 5                 |          |
| 19         | Luke Egan         | Australie      | 2160   | 5                 |          |
| 20         | Greg Emslie       | Afrique du Sud | 2100   | 5                 |          |
| 21         | Joël Parkinson    | Australie      | 2098   | 5                 |          |
| 22         | Guilherme Herdy   | Brésil         | 2092   | 4                 |          |
| 23         | Fabio Gouveia     | Brésil         | 2060   | 5                 |          |
| 23         | Pat O'Connell     | États-Unis     | 2060   | 5                 |          |
| 25         | Nathan Hedge      | Australie      | 2050   | 5                 |          |
| 25         | Neco Padaratz     | Brésil         | 2050   | 4                 |          |
| 27         | Beau Emerton      | Australie      | 2044   | 4                 |          |
| 28         | Renan Rocha       | Brésil         | 2020   | 5                 |          |
| 29         | Russell Winter    | Royaume-Uni    | 1988   | 4                 |          |
| 30         | Paul Canning      | Afrique du Sud | 1932   | 5                 |          |
| 31         | Luke Hitchings    | Australie      | 1840   | 5                 |          |
| 31         | Michael Campbell  | Australie      | 1840   | 5                 |          |
| 33         | Ben Bourgeois     | États-Unis     | 1788   | 5                 |          |
| 34         | Shane Dorian      | États-Unis     | 1776   | 5                 |          |
| 35         | Taj Burrow        | Australie      | 1748   | 5                 |          |
| 35         | Armando Daltro    | Brésil         | 1748   | 5                 |          |
| 37         | Shane Beschen     | États-Unis     | 1596   | 5                 |          |
| 37         | Joca Junior       | Brésil         | 1596   | 5                 |          |
| 39         | Paulo Moura       | Brésil         | 1556   | 5                 |          |
| 40         | Rodrigo Dornelles | Brésil         | 1536   | 5                 |          |
| 40         | Sasha Stocker     | Australie      | 1536   | 5                 |          |
| 42         | Shawn Sutton      | États-Unis     | 1464   | 5                 |          |
| 42         | Mark Bannister    | Australie      | 1464   | 4                 |          |
| 44         | Marcelo Nunes     | Brésil         | 1264   | 5                 |          |
| 45         | Chris Davidson    | Australie      | 1152   | 4                 |          |
| 46         | Rob Machado       | États-Unis     | 976    | 2                 |          |

### 2001 Femmes

#### Calendrier
Le tour 2001 a été réduit à 3 événements à cause des Événements du 11 septembre.
| Date                   | Lieu                      | Pays                | Compétition            | Vainqueur        |
| ---------------------- | ------------------------- | ------------------- | ---------------------- | ---------------- |
| 28 avril-5 mai         | Tavarua                   | Fidji               | Roxy Pro               | Megan Abubo      |
| 8 mai-19 mai           | Teahupoo, Tahiti          | Polynésie française | Billabong Pro Teahupoo | Layne Beachley   |
| 25 novembre-7 décembre | Honolua Bay, Maui, Hawaii | États-Unis          | Billabong Pro          | Neridah Falconer |

#### Classement
| Classement | Nom                 | Pays           | Points | Nombre d'épreuves | Remarque |
| ---------- | ------------------- | -------------- | ------ | ----------------- | -------- |
| 1          | Layne Beachley      | Australie      | 1760   |                   |          |
| 2          | Melanie Redman-Carr | Australie      | 1730   |                   |          |
| 3          | Neridah Falconer    | Australie      | 1600   |                   |          |
| 4          | Rochelle Ballard    | États-Unis     | 1570   |                   |          |
| 5          | Serena Brooke       | Australie      | 1550   |                   |          |
| 5          | Keala Kennelly      | États-Unis     | 1550   |                   |          |
| 5          | Heather Clark       | Afrique du Sud | 1550   |                   |          |
| 8          | Megan Abubo         | États-Unis     | 1450   |                   |          |
| 9          | Maria Tita Tavares  | Brésil         | 1390   |                   |          |
| 10         | Pauline Menczer     | Australie      | 1260   |                   |          |
| 11         | Jacqueline Silva    | Brésil         | 1230   |                   |          |
| 12         | Kate Skarratt       | Australie      | 1060   |                   |          |
| 13         | Kylie Webb          | Australie      | 930    |                   |          |
| 14         | Prue Jeffries       | Australie      | 750    |                   |          |
| 15         | Lynette MacKenzie   | Australie      | 600    |                   |          |
| 15         | Trudy Todd          | Australie      | 600    |                   |          |